# Icalumtic
Icalumtic es un pueblo situado en el municipio de Chamula, en el centro-norte del estado de Chiapas, México.

## Toponimia
Icalumtic deriva de las palabras tsotsiles Ik' al  "negra" y lumtik "suelo o tierra"; uniendo estas palabras significa "tierra negra" o "suelo negro".

## Clima
La comunidad de Ixalumtic se sitúa a una altitud de 1920 m s. n. m. y en algunas zonas elevadas se acerca a 1990 m s. n. m. Tiene un clima templado.

## Flora y fauna
Los bosques predominan en la región e incluyen variedades de árboles como el ciprés, pino, romerillo, sabino, manzanilla, roble, camarón y sepillo.
La fauna es variada y se puede encontrar especies como la culebra ocotera, golondrino, picamadero ocotero, ardilla voladora, jabalí, murciélagos, venado de campo y zorrillo, además de ratas, armadillos y tlacuaches. Los animales domesticados incluyen perros, gatos, gallinas, patos, conejos y borregos.

## Población
Icalumtic tiene una población de 1194 habitantes, compuesta de 572 hombres y 622 mujeres.[cita requerida] La relaciòn mujeres/hombres es de 1.087. El ratio de fecundidad de la población femenina es de 2.97 hijos por mujer. 
A la par del español, 85.68% de los adultos hablan el tzotzil, una de las idiomas mayas de México.
El porcentaje de analfabetismo es 26.13% (21% en los hombres y 30% en las mujeres) y el grado de escolaridad es 3.75 (4.11 en hombres y 3.45 en mujeres).
En la localidad se encuentran 239 viviendas, entre las que solo pocas disponen de una computadora.
La economía de los habitantes de esta comunidad se basa principalmente en el comercio en ciudades como San Cristóbal de la Casas y Tuxtla Gutiérrez. Algunos habitantes alcanzaron beneficios de la migración a los Estados Unidos.

## Servicios y comunicación
Cuenta con carreteras pavimentadas construidas en 2012-2014, con un tramo de 5 kilómetros que conecta con las localidades de  Majomut y Belizario Domínguez.
Los servicios educativos en la comunidad incluyen preescolar, primaria y secundaria (Escuela Secundaria Técnica No. 126).
Otros servicios son la clínica regional de la Secretaría de Salud, Internet wifi, y red eléctrica doméstica.